# Banco de Areia
Banco de Areia é um bairro e a sede do 3° distrito (mesmo nome) do município brasileiro de Mesquita, estado do Rio de Janeiro.
Faz limites com os bairros Industrial, Cruzeiro do Sul, Jacutinga, Santo Elias, Rocha Sobrinho, Vila Emil e Vila Norma, além de estar situado às margens da Via Light.